# حر ریاحی (شوش)
حُر با نام‌های پیشین خلف حیدر و بیت چریم، شهری از توابع شهرستان شوش در استان خوزستان است و بر اساس سرشماری مرکز آمار ایران در سال ۱۳۹۰، جمعیت آن، ۹٬۱۷۷ نفر (۲٬۵۱۳ خانوار) بوده‌است.
نام پیشین این شهر پیش از انقلاب سال ۵۷ آبادی خلف حیدر بود و بعد از انقلاب به نام بیت چریم شناخته شد و در نهایت به شهر حر تغییر نام داد. حُر از توابع شهرستان شوش در حاشیه رودخانه دز واقع است.

## شبیه خوانی
شبیه خوانی بیت چریم در شهر حر از قدیمی‌ترین شبیه‌خوانی‌های استان خوزستان است که قدمتی با بیش از ۲ سده دارد. «شیخ غافل» از شخصیت‌هایی بود که اقدام به معرفی و راه اندازی شبیه خوانی کرد. او در سفری به همراه یکی از روحانیون منطقه بیت چریم به عراق داشت (در ۱۲۲۴ هجری قمری مصادف با ۱۱۸۱ هجری خورشیدی) آئین شبیه خوانی را در شهر «حله» دید. شیخ غافل مجذوب این مراسم شد و با دقت آن را از اول تا پایان نظاره گر بود. پس از اتمام شبیه خوانی تصمیم گرفت که همین مراسم را برای مردم دیار خودش اجرا کند. به گفته ریش سفیدان این محل، ابتدا این مراسم توسط «شیخ فرحان»، «شیخ غافل» و «شیخ فارس فرزند شیخ سالم» از قبیله آل کثیر تیره (بیت چریم) بر پا می‌شد.

## هنرمندان
حدیث صنوبر دختری که در سن ۹ سالگی در مسابقات جهانی نقاشی در بلاروس شرکت کرد و توانست عنوان قهرمانی را کسب بکند. او که در کانون پرورش فکری شهرستان شوش آموزش می دید حدود یک سال بعد از ترک نقاشی از برگزیده شدن نقاشی اش تحت عنوان لالایی مادری باخبر شد. 